# Fairchild (Wisconsin)
Fairchild es una villa ubicada en el condado de Eau Claire en el estado estadounidense de Wisconsin. En el Censo de 2010 tenía una población de 550 habitantes y una densidad poblacional de 144,36 personas por km².

## Geografía
Fairchild se encuentra ubicada en las coordenadas 44°36′19″N 90°57′24″O / 44.60528, -90.95667. Según la Oficina del Censo de los Estados Unidos, Fairchild tiene una superficie total de 3.81 km², de la cual 3.74 km² corresponden a tierra firme y (1.77%) 0.07 km² es agua.

## Demografía
Según el censo de 2010, había 550 personas residiendo en Fairchild. La densidad de población era de 144,36 hab./km². De los 550 habitantes, Fairchild estaba compuesto por el 94.18% blancos, el 0% eran afroamericanos, el 1.64% eran amerindios, el 0.18% eran asiáticos, el 0% eran isleños del Pacífico, el 2% eran de otras razas y el 2% pertenecían a dos o más razas. Del total de la población el 2.18% eran hispanos o latinos de cualquier raza.